# یخچال آلیتچ
یخچال آلیتچ (انگلیسی: Aletsch Glacier) بزرگ‌ترین یخچال طبیعی کوه‌های آلپ است که با طول ۲۳ کیلومتر (۱۴ مایل) (تا سال ۲۰۱۴) و با حجم ۱۵٫۴ کیلومتر مکعب (۳٫۷ مایل مکعب) و در نهایت، پوششی به وسعت ۸۱٫۷ کیلومتر مربع (۳۱٫۵ مایل مربع) کانتون وله را سوئیس پوشانده‌است. یخچال آلیتچ از ۴ یخچال کوچک‌تر تشکیل شده‌است که در کنکوردیا پالاس به یکدیگر می‌رسند، جایی که ضخامت آنها نزدیک به ۱ کیلومتر (۳٬۳۰۰ فوت) می‌رسد. یخچال آلیتچ، همانند بسیاری از یخچال‌های طبیعی در جهان امروز، یک یخچال طبیعی در حال عقب‌نشینی است. این یخچال از سال ۱۹۸۰ تا ۲۰۱۶ در حدود ۱٫۳ کیلومتر (۰٫۸۱ مایل) از طول خود را از دست داده و در مجموع، در حدود ۳۰۰ متر (۹۸۰ فوت) از ضخامت این یخچال کاسته شده‌است.
کل منطقهٔ تحت پوشش، از جمله یخچال‌های طبیعی دیگر، بخشی از منطقه حفاظت شده یونگفراو-آلیتچ هستند که در سال ۲۰۰۱ در فهرست میراث جهانی یونسکو ثبت شد. همانگونه که برای بسیاری از یخچال‌های طبیعی دیگر رخ می‌دهد، سوابق نشان می‌دهد که یخچال آلیتچ هم درگیر روند عقب‌نشینی عمده و طولانی‌مدت است. بیشترین رکورد عقب‌نشینی به میزان ۱۱۴٫۶ متر (۳۷۶ فوت) و مربوط به سال ۲۰۰۶ میلادی است. تخمین زده می‌شود که تا سال ۲۱۰۰، یخچال تنها یک-دهم جرم سال ۲۰۱۸ خود را داشته باشد.